# Ethel Stark
Ethel Stark, CM GOQ (25. srpna 1916 Montreal, Québec, Kanada – 16. února 2012 tamtéž) byla kanadská houslistka, dirigentka a hudební pedagožka. Studovala na McGill Conservatory u Alfreda De Sève a Alfreda Whiteheada. V letech 1928-1934 studovala na Curtis Institute of Music. V letech 1940-1960 dirigovala vlastní ženský orchestr v Montrealu. V roce 1979 získala Řád Kanady.